# 帕勒斯坦 (北卡羅萊納州)
帕勒斯坦（英語：Palestine）是位於美國北卡羅萊納州斯坦利縣的非建制地區。

## 歷史
帕勒斯坦的郵局於1880年設立，其後於1907年停運。

## 地理
帕勒斯坦所處的海拔為高於海平面180米（即591英呎），而該地所採用的時區為UTC-5，即北美东部时区（EST）。同時該地設有夏令時間，為UTC-5調快一小時，即UTC-4（EDT）。